# 楚灭陈之战
楚灭陈之战，楚國灭亡陈国的戰爭。
春秋时代，楚国曾经三次灭亡陈国的社稷。楚国从长江流域向中原地区扩张，陈国作为虞舜后裔之国，沦为楚国的附庸。
第一次楚灭陈之战发生在前598年（周定王九年、楚庄王十六年、陈成公元年、鲁宣公十一年）冬十月。前599年夏，陈国夏征舒杀害侮辱其母夏姬的陈灵公，自立为君。次年十月，楚庄王率军攻克陈国，杀死夏征舒。灭亡陈国，把陈国作为楚国的县。在申叔时的劝说下，楚庄王让陈国复国，以流亡到晋国的陈灵公之子公子午为陈成公。
第二次楚灭陈之战发生在前534年（周景王十一年、楚灵王七年、陈哀公三十五年、鲁昭公八年）冬十月。前534年三月，陈哀公（陈成公的儿子）之弟公子招、公子过以哀公卧病之时，杀陈世子偃师，四月辛丑，陈哀公自缢身亡。陈国行人干征师去楚国报丧，被楚国执杀。陈国公子留出奔郑国。八月，公子招杀公子过。九月，楚灵王派弟弟公子弃疾率军攻打陈国，宋国也出兵帮助楚国。十月壬午，楚师灭陈，将公子招流放到越国，杀孔奂。葬陈哀公。把陈国作为楚国的县，以穿封戌为陈公。前529年，楚国内乱，楚灵王被杀后，陈国复国，世子偃师的儿子公孙吴即位为陈惠公。
第三次楚灭陈之战发生在前478年（周敬王四十二年、楚惠王十一年、陈闵公二十四年、鲁哀公十七年）七月。前479年，楚国爆发白公胜之乱，陈国出兵攻打楚国。次年，楚国内乱平息后，武城尹公孙朝率军攻打陈国。七月，楚灭陈，杀死陈闵公（陈惠公的孙子），楚国第三次灭亡陈国，改陈为县。